# Kolchicyna
Kolchicyna – organiczny związek chemiczny z grupy alkaloidów o silnie toksycznym działaniu, także lek stosowany w leczeniu dny moczanowej.
Otrzymywany jest z nasion zimowita jesiennego (Colchicum autumnale). Dawka śmiertelna to ok. 1 mg/kg masy ciała. W dawkach terapeutycznych wykazuje działanie przeciwzapalne, antymikrotubularne (zatrzymując podział komórki na etapie metafazy poprzez uniemożliwienie wytworzenia mikrotubul wrzeciona kariokinetycznego)
Nawet dawki lecznicze są toksyczne, dłuższe stosowanie na skutek odkładania się trucizny w tkankach doprowadza do wyłysienia, agranulocytozy, zahamowania spermatogenezy. Trucizna wydala się słabo, po iniekcji 3 mg po 24 h z organizmu znika 70–90% dawki wyjściowej. Jednorazowa dawka lecznicza to maksymalnie 1,5 mg, dobowa – < 5 mg.
Związek ten wykazuje różnorodne działania na organizmy żywe, głównie związane z oddziaływaniem na cytoszkielet. Znany jest szczególnie ze zdolności do upośledzania segregacji chromosomów podczas podziału komórki (dezorganizuje wrzeciono podziałowe) co doprowadza do powstania komórek o zduplikowanym garniturze chromosomów. W ten sposób daje się stosunkowo łatwo uzyskać rośliny poliploidalne, interesujące zarówno ze względów użytkowych, jak i teoretycznych.
Kolchicyna jest stosowana w leczeniu napadów zapalenia stawów w przebiegu dny moczanowej, odkładania kryształów pirofosforanu wapnia (chondrokalcynoza), oraz w leczeniu rodzinnej gorączki śródziemnomorskiej. Ze względu na toksyczność rzadziej bywa stosowana w leczeniu przewlekłym.
Kolchicyna wraz z niesteroidowymi lekami przeciwzapalnymi jest lekiem z wyboru w zapaleniu osierdzia.
W Montreal Heart Institute były prowadzone badania nad wykorzystaniem kolchicyny w leczeniu COVID-19.